# スタジオ・ミュージシャン
スタジオ・ミュージシャンは、ポピュラー音楽において、自身は演奏しない歌手などが音楽スタジオでレコーディングする際に、楽器を演奏するミュージシャン。レコーディング・ミュージシャン、セッション・ミュージシャン（Session musician）とも呼ばれる。
特にソロ歌手や音楽バンドに足りない楽器をステージで演奏する仕事は、サポートミュージシャン、バック・ミュージシャン（Back musician）、サイドマンと呼称される。ソロ歌手の場合、サポートミュージシャンのバンドが帯同することになるため、バックバンド、バックアップ・バンド（Backup band）と呼ばれる。

## 概要
バンドや音楽グループメンバーの演奏者とは違い、基本的に他人の楽曲の演奏が主となる。そのため、高度な演奏技術だけでなく、さまざまな要求や状況に対応出来るだけの音楽理論や知識が必要とされる。
フルート奏者でスタジオ・ミュージシャンとして活動する旭孝は、スタジオ・ミュージシャンには以下のような技術が必要であると述べている。A-Fの出典。
- 水準以上の演奏能力を持っている。A
- 初見が利いて、楽譜の表と裏（記譜内容だけではなく、楽譜が要求している演奏方法）が読める。B
- 音感、リズム感に非常に優れている。C
- 専門以外にも、複数の音楽ジャンルの知識がある。D
- 専門以外にも、複数の楽器が演奏出来る。E
- ジャズやロック、ポップスの音楽理論の知識がある。F

伴奏以外にも楽器演奏が必要な場面での仕事がある。

## 海外のスタジオ・ミュージシャン
ジェームス・ジェマーソン、ベニー・ベンジャミン、フィル・アップチャーチ、デイヴィッド・T・ウォーカー、コーネル・デュプリー、ノーマン・ハリス、ロニー・ベイカー、スコティ・ムーア、エイモス・ギャレット、リー・リトナー、ラリー・カールトン、ウィルトン・フェルダー、スティーヴ・ガッドらは、代表的なスタジオ・ミュージシャンである。
また、スタジオ・ミュージシャンが結成したバンドとしては、ザ・クルセイダーズ、スタッフ、TOTO、エアプレイ、フォー・プレイ、レイディオ、アトランタ・リズム・セクション、シック、MFSB、バーケイズなどが挙げられる。レコード・レーベルのハウス・バンドその他としては、ブッカーT&MGズ、ファンク・ブラザーズ（モータウン）、MFSB、ハイ・リズム、フェイム・ギャング、マッスル・ショールズ・リズム・セクション、ディキシー・フライヤーズらがいる。バーズのファースト・アルバムは、2曲でスタジオ・ミュージシャンが演奏し、残りの曲はバーズが直談判した上で演奏している。モンキーズも、1966年の録音についてはスタジオ・ミュージシャンが演奏していた。ネット上で、バーズとモンキーズのあらゆる楽曲を、スタジオ・ミュージシャンが演奏しているかのような記述は、フェイクである。

## 日本のスタジオ・ミュージシャン
スタジオ・ミュージシャンには特定の芸能プロダクションやレコード会社に所属するものと、フリーランスで活動するものが存在する。前者は自分のスキルを音楽プロダクションなどに売り込んで採用され、ギャランティーはプロダクションの仲介手数料が差し引かれたものがミュージシャンに渡される。フリーランスのスタジオ・ミュージシャンはギャランティーの全額を手にすることが出来る一方、基本的には独力で仕事を探すことになる。ただし、日本のスタジオ・ミュージシャン連盟（SMA of JAPAN）のようにスタジオ・ミュージシャンと音楽プロデューサー・レコード会社との間を取り持つ会員制の斡旋組織も存在する。また、スタジオ・ミュージシャンス・クラブ（SMC）という、スタジオ・ミュージシャンのランクのスケーリングや著作権関係の権利を主張するための任意団体を母体に、NPO法人「レコーディング・ミュージシャンズ・アソシエイション・オブ・ジャパン（RMAJ）」を結成した者もいる。
江藤勲、矢島賢、深町純、村上秀一（ポンタ）、田中清司、山木秀夫（ポンタ）、後藤次利、デビュー前のCharなどは代表的なスタジオ・ミュージシャンである。芳野藤丸のSHŌGUNは、スタジオ・ミュージシャンが結成したバンドである。矢島賢は山口百恵「プレイバックPart2」で、芳野藤丸は郷ひろみ「よろしく哀愁」で、それぞれリードギターを担当し、印象的なギター・ソロを披露している。